# Чочек
Чочек је музички жанр и плес који се појавио на Балкану током раних година 19. вијека. Потиче од турских војних састава, који су у то вријеме били раширени по регији, углавном широм Србије, Бугарске, Македоније и Румуније.
Посебно је популаран међу муслиманским Ромима и Албанцима са Косова и Метохије, из јужне Србије и Северне Македоније. 
У међународној фолклорној заједници чочек плеше на многе мелодије. 